# 圣阿芒莱索
圣阿芒莱索（法語：Saint-Amand-les-Eaux，法語發音：[sɛ̃.t‿amɑ̃ le.z‿o]），上法兰西大区诺尔省的一个市镇，隶属于瓦朗谢讷区，其市镇面积为33.81平方公里，2022年1月1日时人口数量为16,042人，在法国城市中排名第595位。
圣阿芒莱索位于诺尔省中东部，里尔－伊尔松铁路上，瓦朗谢讷市区西部15公里处，是一个区域性的中心城市，因其境内的疗养温泉而闻名。

## 地名来源
根据当地官方网站的论述，“圣阿芒”一名来源于天主教圣人阿芒，后者曾为马斯特里赫特主教并逝世于此；“莱索”一名则可能与当地的河流景观有关。

## 历史

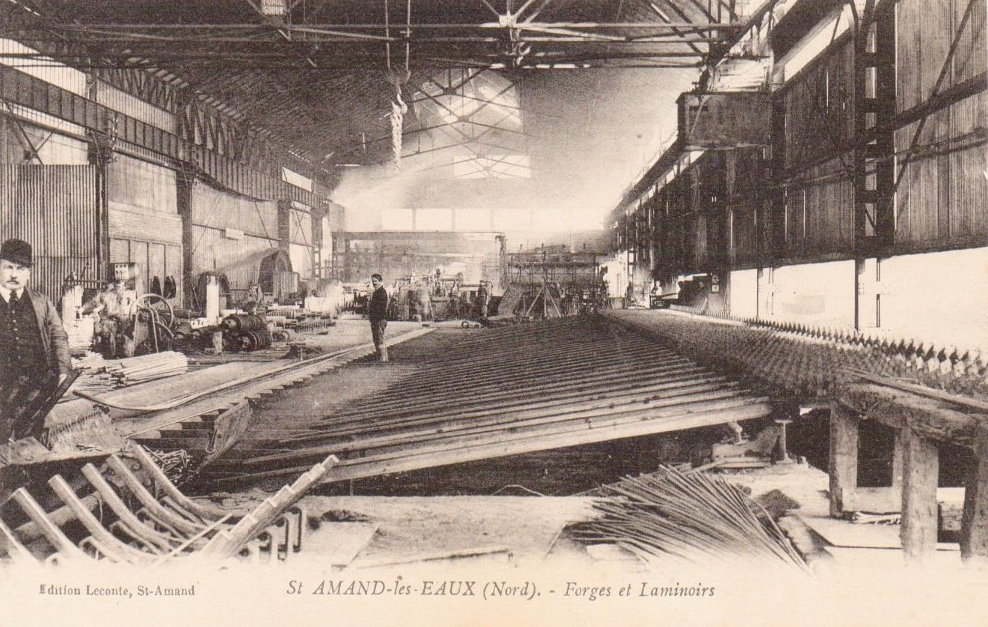
19世纪末圣阿芒莱索的一处工厂

圣阿芒莱索大约建城于公元7世纪，彼时阿芒在此主持修建了一处修道院。公元7世纪时，诺曼人入侵并烧毁了圣阿芒莱索。中期长期处于佛兰德与法兰西的争夺之中。1340年，圣阿芒莱索被英格兰军队占领。根据《1668年亚琛条约》，圣阿芒莱索被划入法兰西王国。1697年，弗朗索瓦元帅在此开辟圣阿芒莱索温泉；1705年，圣阿芒莱索瓷器开始生产，圣阿芒莱索人口数量开始增加，成为一个区域性的工商业中心。法国大革命后，圣阿芒莱索成为诺尔省的一个市镇。工业革命期间，途径此地的里尔－伊尔松铁路建成运行，后者成为连接阿尔萨斯-洛林矿区和加来海峡之间的必经之路。二战后，随着通勤列车的开行，圣阿芒莱索逐渐发展成为里尔的一个远郊卫星城。

## 地理

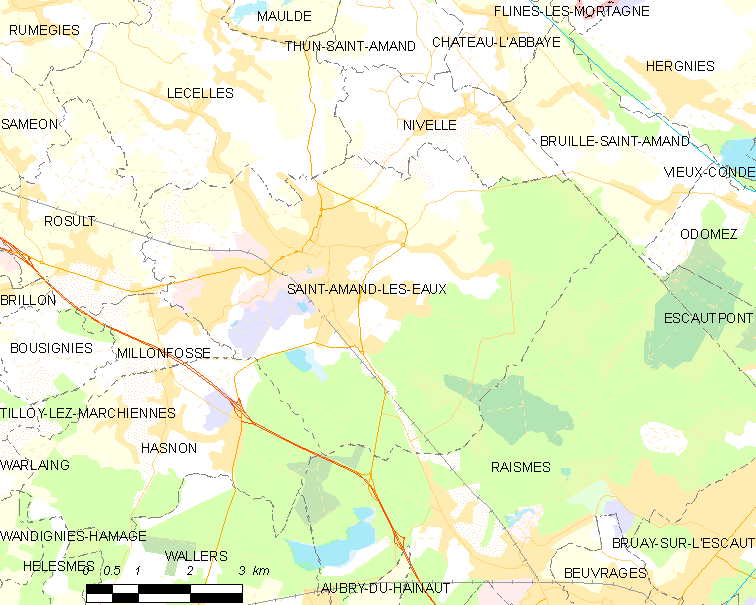
圣阿芒莱索市镇范围地图

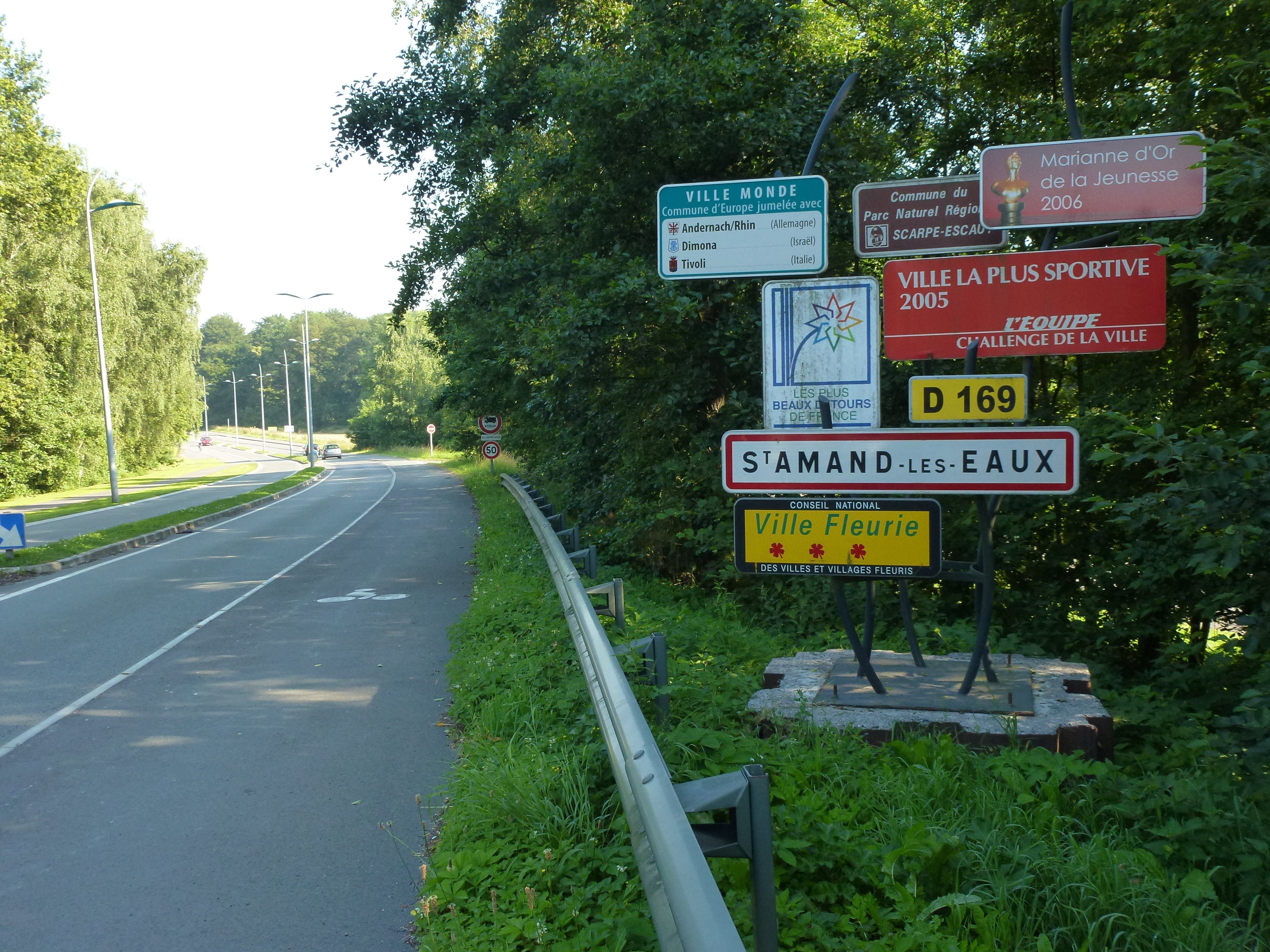
圣阿芒莱索的入城标志牌

圣阿芒莱索位于法国北部，上法兰西大区北部和诺尔省中东部，距离省会里尔大约40公里。与圣阿芒莱索接壤的市镇包括：尼韦勒、赖姆、布吕耶圣阿芒、勒塞勒、罗叙、米隆福斯、阿农。

### 地形
圣阿芒莱索位于北部-加来海峡平原腹地，境内以平原为主，市镇中心地势平坦，全境海拔在14到39米之间。

### 水文
斯卡尔普河自西南向东北流经境内，该河圣阿芒莱索段进行了渠化改造，可供船只通行。属于斯海尔德河流域。

### 植被
圣阿芒莱索属于温带阔叶混交林区，是斯卡尔普-埃斯科自然保护区的组成部分，林地广泛分布于市镇范围东部。
在鲜花城市的评比中，圣阿芒莱索被评为3星级鲜花城市。

### 气候
圣阿芒莱索在柯本气候分类法中属于温带海洋性气候。
距离圣阿芒莱索最近的常年气象站位于瓦朗谢讷境内，以下为该气象站的数据（日照数据取自莱坎）：
| 瓦朗谢讷1981年－2019年 | 瓦朗谢讷1981年－2019年 | 瓦朗谢讷1981年－2019年 | 瓦朗谢讷1981年－2019年 | 瓦朗谢讷1981年－2019年 | 瓦朗谢讷1981年－2019年 | 瓦朗谢讷1981年－2019年 | 瓦朗谢讷1981年－2019年 | 瓦朗谢讷1981年－2019年 | 瓦朗谢讷1981年－2019年 | 瓦朗谢讷1981年－2019年 | 瓦朗谢讷1981年－2019年 | 瓦朗谢讷1981年－2019年 | 瓦朗谢讷1981年－2019年 |
| 月份                   | 1月                    | 2月                    | 3月                    | 4月                    | 5月                    | 6月                    | 7月                    | 8月                    | 9月                    | 10月                   | 11月                   | 12月                   | 全年                   |
| ---------------------- | ---------------------- | ---------------------- | ---------------------- | ---------------------- | ---------------------- | ---------------------- | ---------------------- | ---------------------- | ---------------------- | ---------------------- | ---------------------- | ---------------------- | ---------------------- |
| 历史最高温 °C（°F）    | 15.3 (59.5)            | 18.3 (64.9)            | 21.8 (71.2)            | 28 (82)                | 31.2 (88.2)            | 35 (95)                | 36.5 (97.7)            | 37.2 (99.0)            | 32.8 (91.0)            | 28.6 (83.5)            | 21.8 (71.2)            | 16 (61)                | 37.2 (99.0)            |
| 平均高温 °C（°F）      | 6.4 (43.5)             | 7.6 (45.7)             | 11.2 (52.2)            | 14.6 (58.3)            | 18.8 (65.8)            | 21.4 (70.5)            | 23.7 (74.7)            | 23.9 (75.0)            | 20 (68)                | 15.4 (59.7)            | 9.8 (49.6)             | 6.3 (43.3)             | 14.9 (58.8)            |
| 日均气温 °C（°F）      | 3.9 (39.0)             | 4.6 (40.3)             | 7.3 (45.1)             | 9.8 (49.6)             | 13.6 (56.5)            | 16.2 (61.2)            | 18.5 (65.3)            | 18.5 (65.3)            | 15.4 (59.7)            | 11.7 (53.1)            | 7 (45)                 | 4 (39)                 | 10.9 (51.6)            |
| 平均低温 °C（°F）      | 1.4 (34.5)             | 1.6 (34.9)             | 3.5 (38.3)             | 5 (41)                 | 8.5 (47.3)             | 11 (52)                | 13.4 (56.1)            | 13.2 (55.8)            | 10.8 (51.4)            | 7.9 (46.2)             | 4.1 (39.4)             | 1.6 (34.9)             | 6.8 (44.2)             |
| 历史最低温 °C（°F）    | −14.9 (5.2)            | −13.3 (8.1)            | −11.9 (10.6)           | −4.9 (23.2)            | −0.9 (30.4)            | 1.1 (34.0)             | 5 (41)                 | 5.6 (42.1)             | −0.4 (31.3)            | −6.2 (20.8)            | −10.1 (13.8)           | −11.6 (11.1)           | −14.9 (5.2)            |
| 平均降水量 mm（）      | 52.5 (2.07)            | 49.8 (1.96)            | 54.5 (2.15)            | 46.3 (1.82)            | 56.3 (2.22)            | 61 (2.4)               | 73.4 (2.89)            | 68.4 (2.69)            | 53.3 (2.10)            | 62.6 (2.46)            | 66.1 (2.60)            | 63.8 (2.51)            | 708 (27.9)             |
| 月均日照時數           | 65.5                   | 70.7                   | 121.1                  | 172.2                  | 193.9                  | 206                    | 211.3                  | 199.5                  | 151.9                  | 114.4                  | 61.4                   | 49.6                   | 1,617.5                |
| 来源：infoclimat.fr    |                        |                        |                        |                        |                        |                        |                        |                        |                        |                        |                        |                        |                        |

## 行政区划
圣阿芒莱索是法国上法兰西大区诺尔省的一个市镇，编号为59526。圣阿芒莱索隶属于瓦朗谢讷区、诺尔省第二十选区，管理圣阿芒莱索县，同时也是埃诺门城市圈公共社区的组成部分。
圣阿芒莱索市镇被划为5个街区，并实行街区自治制度。
法国国家统计与经济研究所（简称）在进行数据统计时，将圣阿芒莱索及相邻的另外11个市镇设为圣阿芒莱索城市核心区（2020年起扩张至共15个）及圣阿芒莱索城市区。自2020年起，圣阿芒莱索城市区被撤销，圣阿芒莱索被划入包含201个市镇的里尔城市辐射区内。此外，还将圣阿芒莱索市镇分为了6个“块区”（IRIS），以便于统计人口分布情况。

## 交通

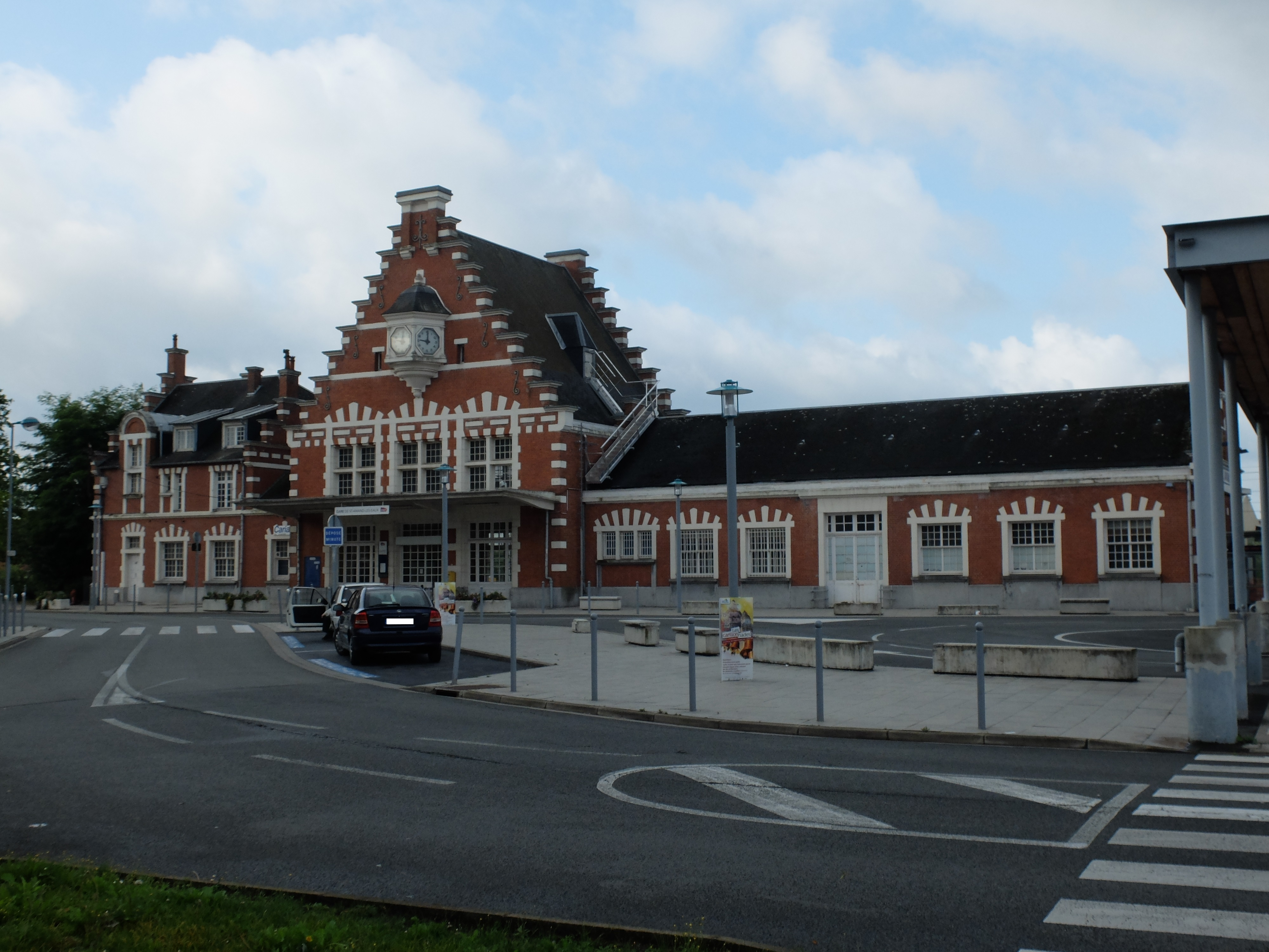
圣阿芒莱索火车站

### 公路
法国国家A23号高速公路途径圣阿芒莱索市区西南部，并设有出入口连接市区。多条诺尔省省道在圣阿芒莱索境内交汇，上法兰西大区下属的城际客运提供巴士线路，可前往周边部分市镇。
2018年，71.8%的圣阿芒莱索家庭拥有至少一辆私人汽车。2019年，圣阿芒莱索境内共发生各类交通事故6起，造成3人遇难，5人受伤。

### 铁路
圣阿芒莱索位于里尔－伊尔松铁路上。圣阿芒莱索站位于市区西南部，停靠往返于里尔和瓦朗谢讷一线的区域列车。

### 航空
距离圣阿芒莱索最近的民用航空站为里尔机场，距离圣阿芒莱索市中心的公路里程约34公里。

### 城市公共交通
圣阿芒莱索是瓦朗谢讷城市公共交通（商业名称为）的覆盖范围，后者是埃诺门城市圈公共社区的城市公共交通系统。截至2021年12月，该系统共包括2条有轨电车线路以及数十条公交线路，其中公交12路、摆渡巴士Amanditour及数条校车线路经过圣阿芒莱索境内。

## 政治
圣阿芒莱索的现任市长为阿兰·博凯先生，他是共产党的一名成员，在2020年的市政选举中获得了50.96%的支持率。
在2017年的法国总统大选中，法国极右翼政党国民阵线主席玛丽娜·勒庞在圣阿芒莱索获得了50.2%的支持率。
| 圣阿芒莱索历届市长 |                                     |                                     |
| 任期               | 市长                                | 党派                                |
| 1945年－1947年     | Alfred Lemaitre 阿尔弗雷德·勒迈特尔 | PCF法国共产党                       |
| 1947年－1953年     | Paul Manouvrier 保罗·马努夫里耶     | SFIO工人国际法国支部                |
| 1953年－1995年     | Georges Donnez 乔治·多内            | SFIO工人国际法国支部 →PSD民主社会党 |

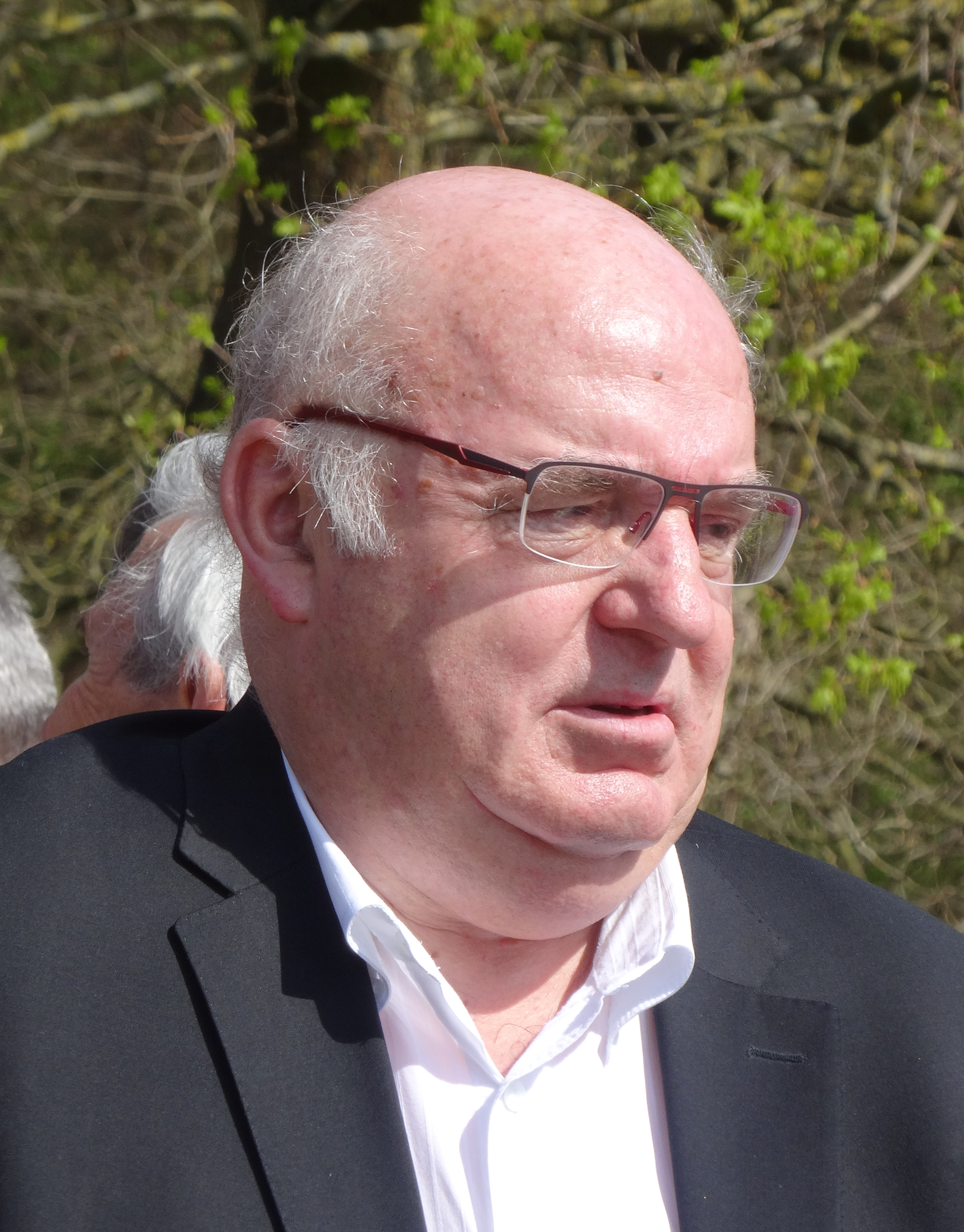
阿兰·博凯

| 1995年－           | Alain Bocquet 阿兰·博凯             | PCF法国共产党                       |

## 人口
2018年，圣阿芒莱索市镇人口数量为16,053，在法国排名第595位。其中男性7,553人，女性8,500人，75岁及以上人口占8.1%，外籍人口数量为3,416人，人口密度为475人/平方公里，当地居民被称为（男性）或（女性）。2019年，圣阿芒莱索境内出生167人，死亡人口188人。
| 年份   | 1936   | 1946   | 1954   | 1962   | 1968   | 1975   | 1982   | 1990   | 1999   | 2006   | 2011   | 2016   | 2017   | 2018   |
| ------ | ------ | ------ | ------ | ------ | ------ | ------ | ------ | ------ | ------ | ------ | ------ | ------ | ------ | ------ |
| 人口數 | 14,762 | 14,218 | 14,718 | 16,674 | 17,170 | 16,692 | 16,199 | 16,776 | 17,175 | 16,590 | 16,734 | 16,147 | 15,889 | 16,053 |

## 经济
截止2021年12月，圣阿芒莱索共有各类用人单位（包含自雇）1,959家，平均历史为16年，其中97.69%为中小型企业（PME）。（制药）、（大型零售）及（矿泉水）是当地2020年营业额最高的三个企业，分别为171,367,287欧元、118,007,354欧元和42,696,321欧元。

## 财政与居民收入
2019年，圣阿芒莱索的财政收入总额为31,508,900欧元，财政支出总额为27,862,200欧元，当年的债务总额为35,135,400欧元。2021年，圣阿芒莱索共获得1,501,005欧元的国家财政补助，比上一年减少了6.26%。
2019年，圣阿芒莱索的人均月收入总额为2,191欧元，其中高级职员为3,741欧元，低于法国平均水平（4,230欧元）；中级职员为2,268欧元，低于法国平均水平（2,411欧元）；普通职员为1,706欧元，亦低于法国平均水平（1,740欧元）。
2018年，圣阿芒莱索境内的青壮年（15至64岁）失业率为17.2%，当地40.7%的家庭拥有纳税资格，平均纳税2,784欧元，低于法国平均水平（3,910欧元）。

## 社会事务

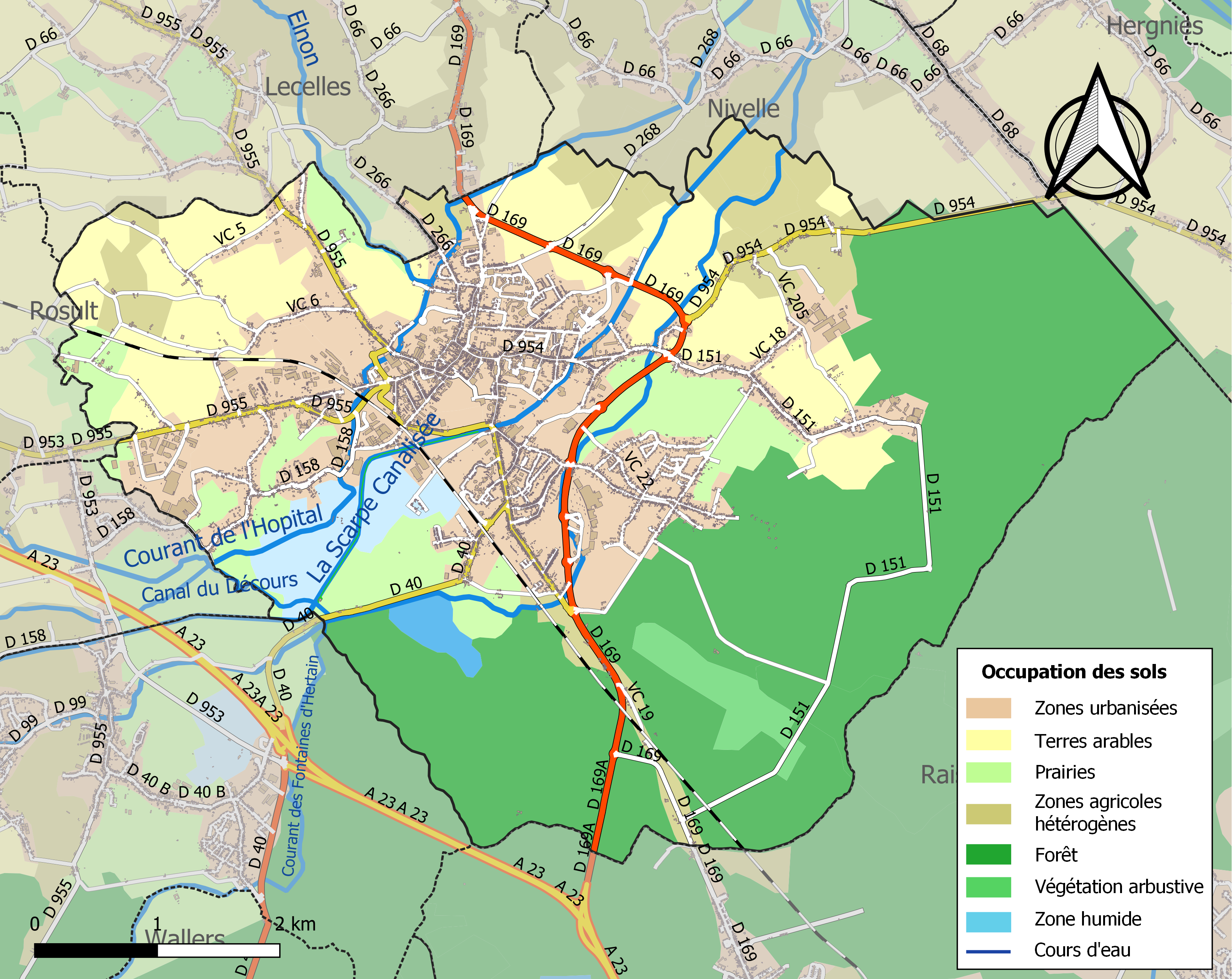
圣阿芒莱索土地利用情况地图

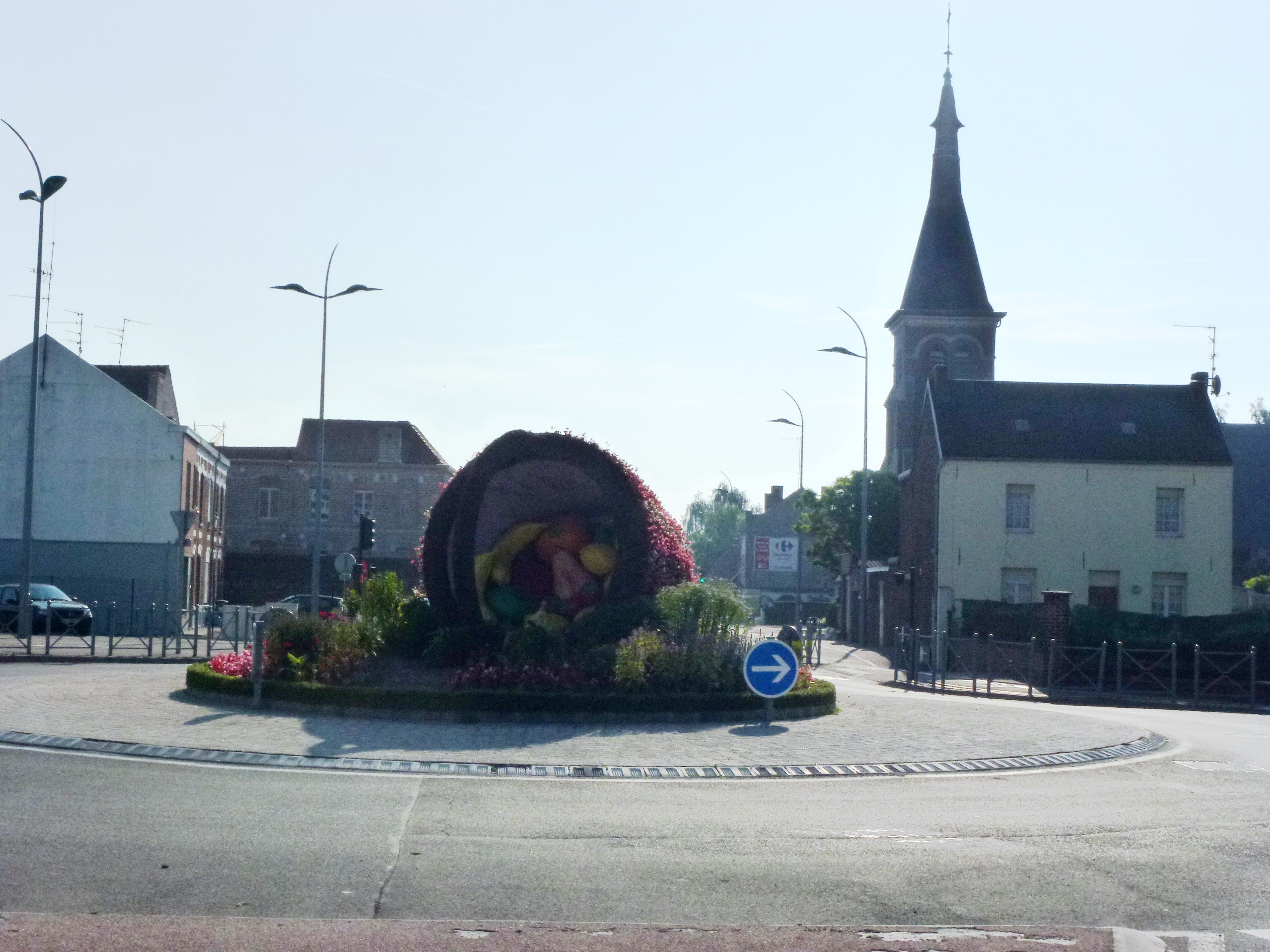
白磨坊环岛

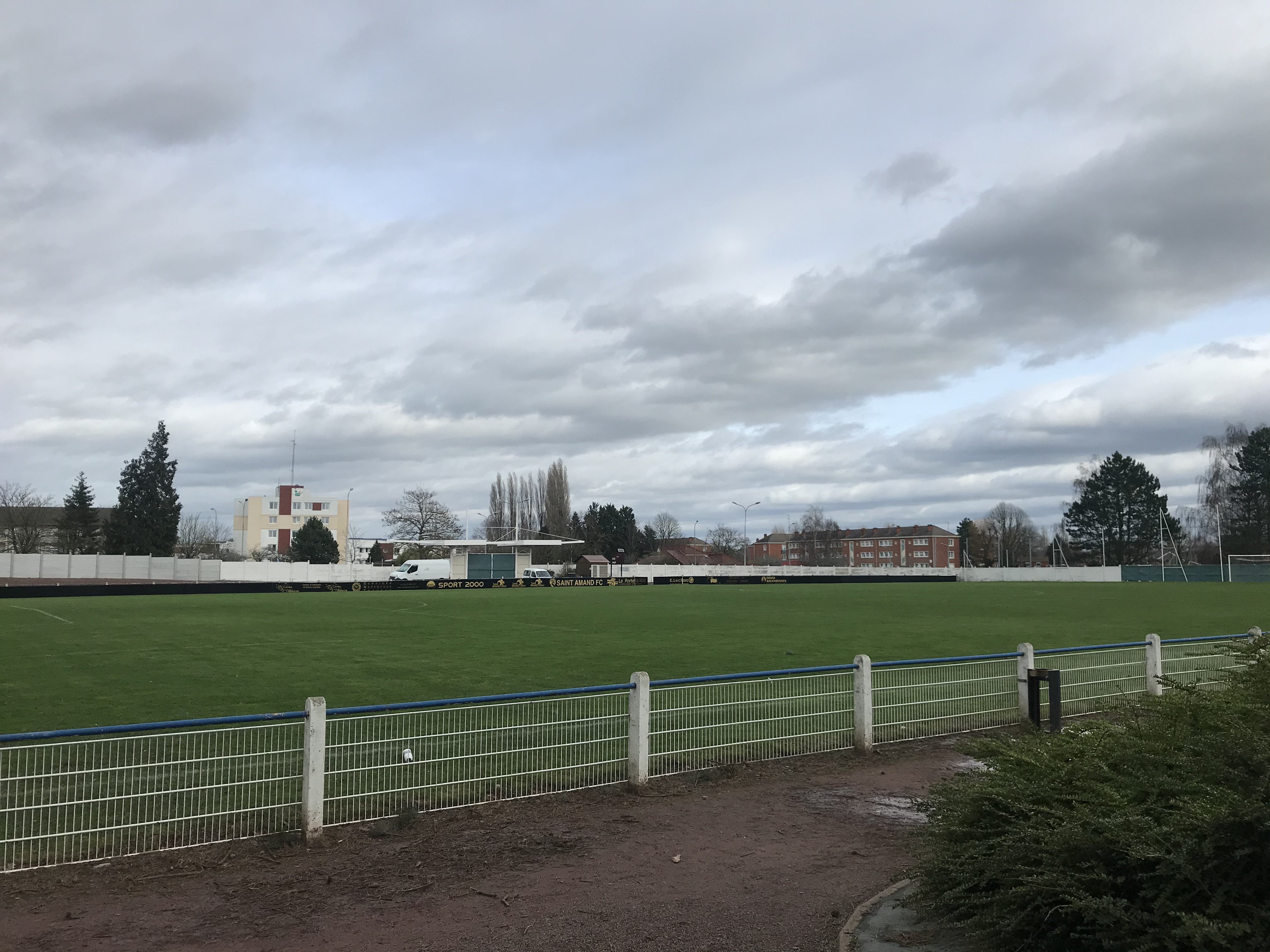
圣阿芒莱索的一处开放球场

### 教育
圣阿芒莱索属于里尔学区。截止2020年1月1日，圣阿芒莱索境内共有7所幼儿园、7所小学、3所初级中学和2所普通高中。2018至2019学年度，圣阿芒莱索境内共有在校中等教育阶段学生3,131名。

### 医疗
截止2020年1月1日，圣阿芒莱索境内共有全科医生26名、保健师30名、牙医16名、护士23名、耳科医生1名、眼科医生2名、皮肤科医生1名、助产士3名和妇科医生2名。境内共有药房6家、养老院5家、残疾人帮扶中心2家。
圣阿芒莱索中心医院（Centre Hospitalier de Saint-Amand-les-Eaux）是法国的一个区域性医疗机构，其主病区位于圣阿芒莱索市区，设有床位194个，是当地规模最大的公立综合性医院。

### 住房
2018年，圣阿芒莱索境内共有各类住房7,882套，其中70.9%为独立式居民区，28.8%为集中式居民区。常住房屋占圣阿芒莱索市镇范围内居民建筑总量的89.1%。
在住房保障政策方面，2020年，圣阿芒莱索境内共有2,031户家庭获得了住房经济补助，受益人数占总人口数量的12.7%，其中1,953份为房租补助。

### 商业
2019年，圣阿芒莱索境内共有各类实体商铺384家，其中餐厅56家、大型超市6家、杂货店2家、面包房7家、肉铺9家、书店2家、装饰品店2家、银行门店10家、美容美发店38家、汽车维修店26家。市区东南部建有开放式商业街区。

### 体育
2020年，圣阿芒莱索境内共有1家游泳池、4间体育馆、2座综合体育场、6处网球场、5处足球或橄榄球场以及3处篮球或排球场。
圣阿芒-埃诺篮球队是一支位于圣阿芒莱索的女子职业篮球俱乐部。
截至2021年12月，圣阿芒足球俱乐部（Saint-Amand F.C.）是当地唯一的注册足球队，2021至2022赛季参加上法兰西大区足球联赛。

### 环境
圣阿芒莱索的环境事务由其所属的公共社区负责。2019年，圣阿芒莱索境内共有3家污染企业。

### 治安
2019年，圣阿芒莱索市镇范围内共有1处派出所和1处宪兵队。
圣阿芒莱索所在地是瓦朗谢讷宪兵总队的管辖范围。2020年，该宪兵总队辖区内共46个市镇累计发生各类案件14,465起，其中盗窃类案件6,899起，经济类案件1,459起，毒品交易类案件489起。

## 文化
2020年，圣阿芒莱索境内共有1家电影院和1家博物馆。圣阿芒莱索市政府提供多媒体中心，向公众全年开放。

### 建筑
圣阿芒莱索境内有多处历史建筑，其中圣阿芒修道院是当地的地标性建筑物，自1848年起被列入为法国国家文物保护单位，其内部开辟有圣阿芒莱索修道塔市政博物馆。

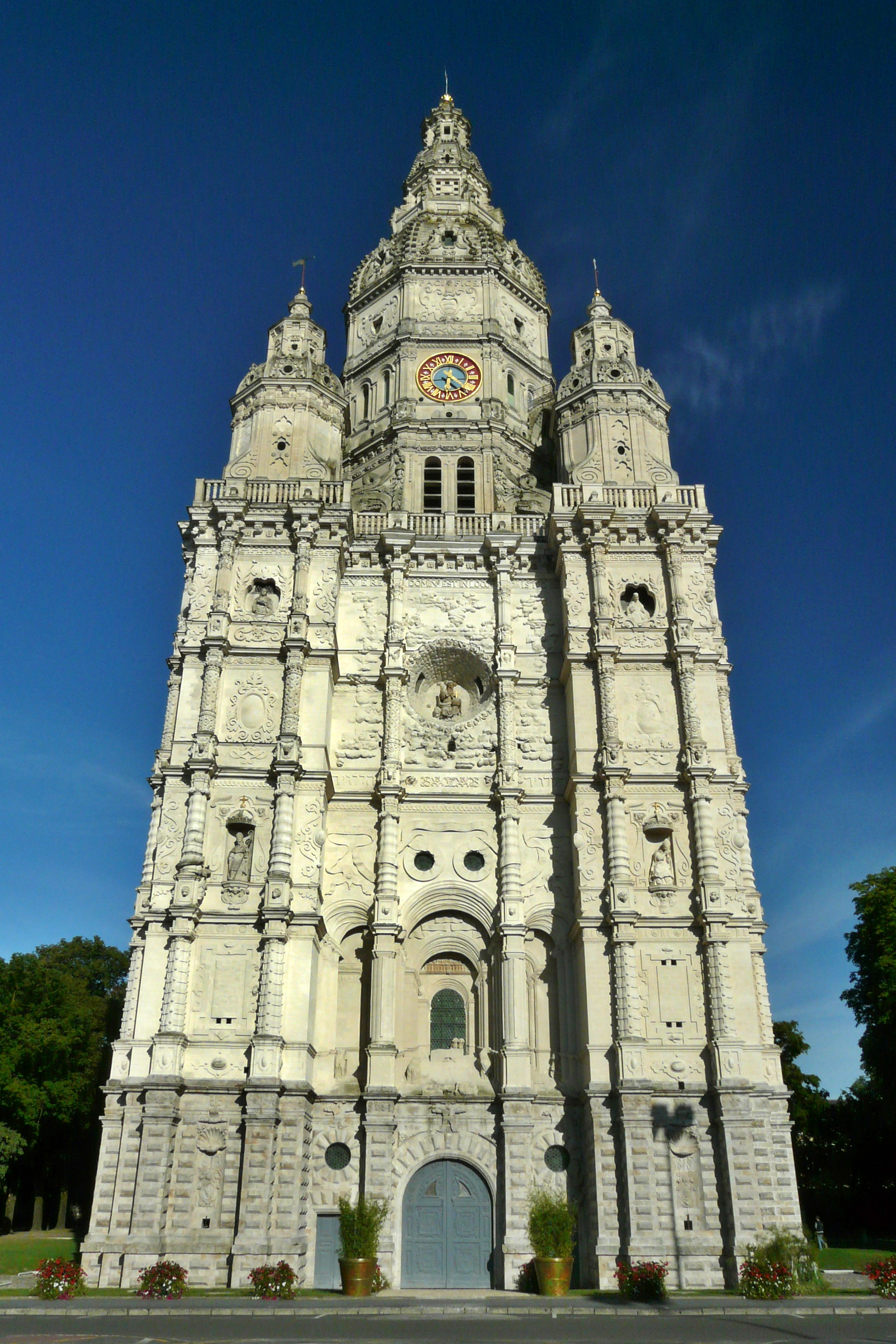
圣阿芒修道院（法语：Abbaye de Saint-Amand）
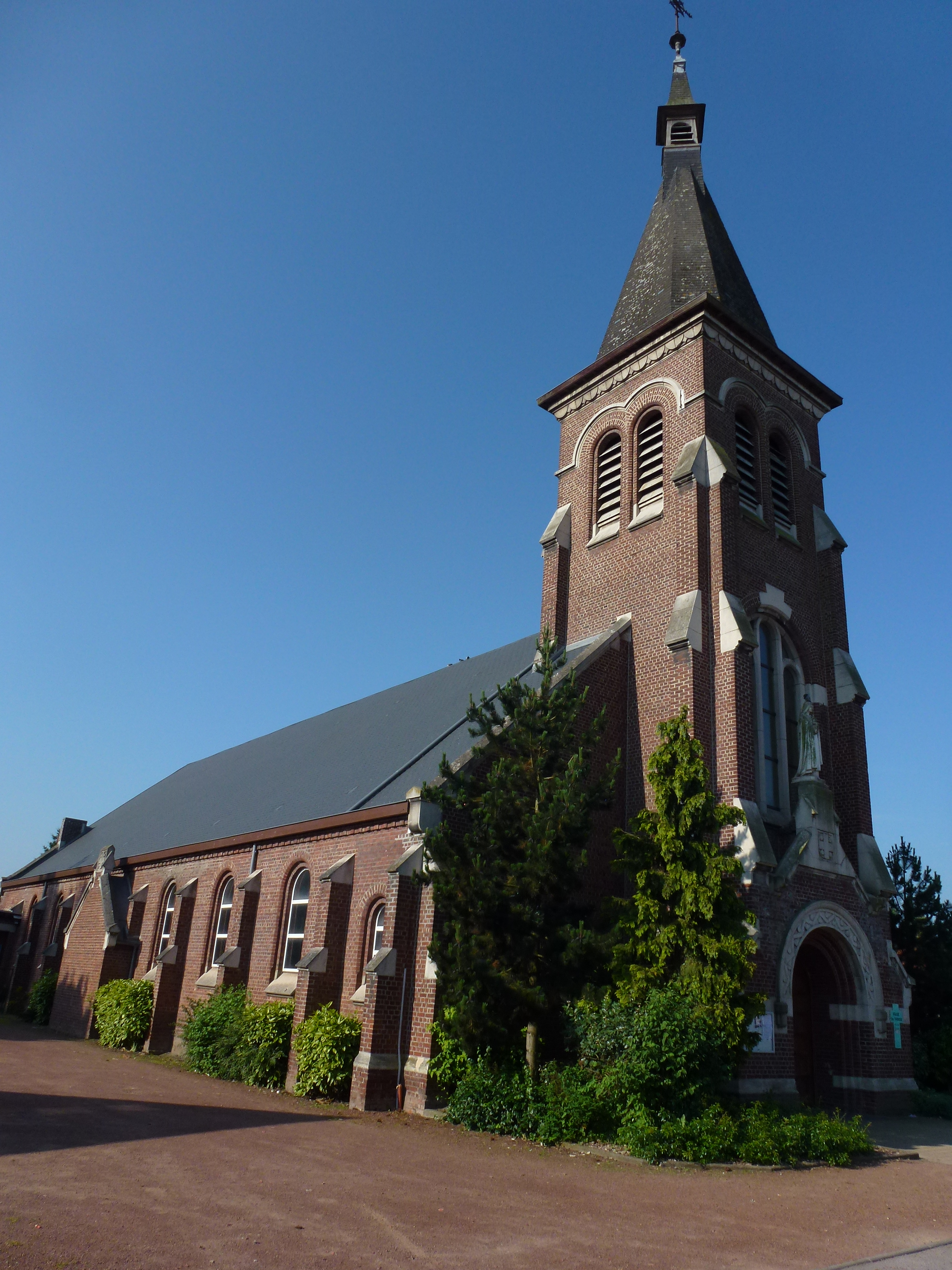
圣泰雷斯教堂
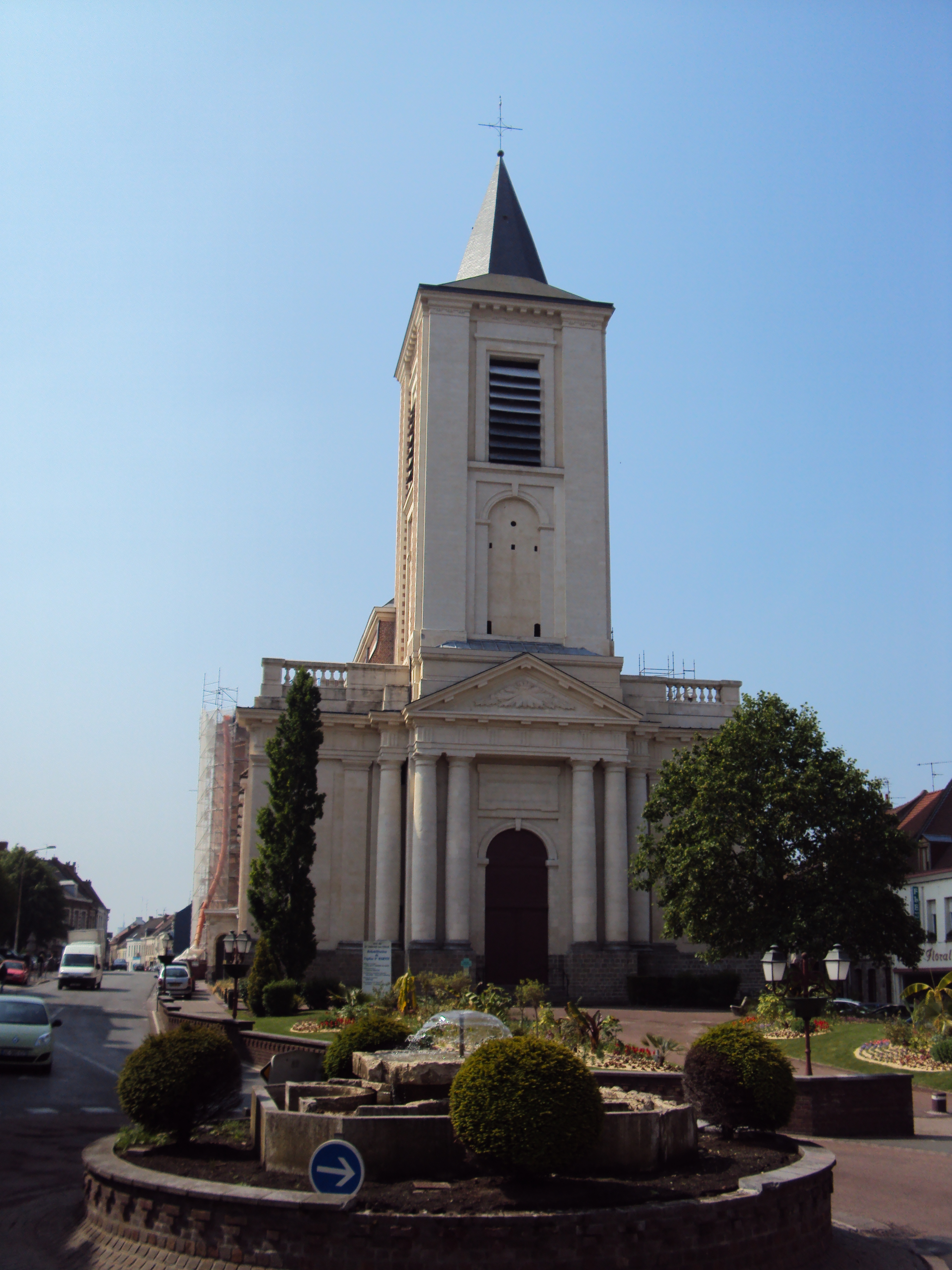
圣马丁教堂
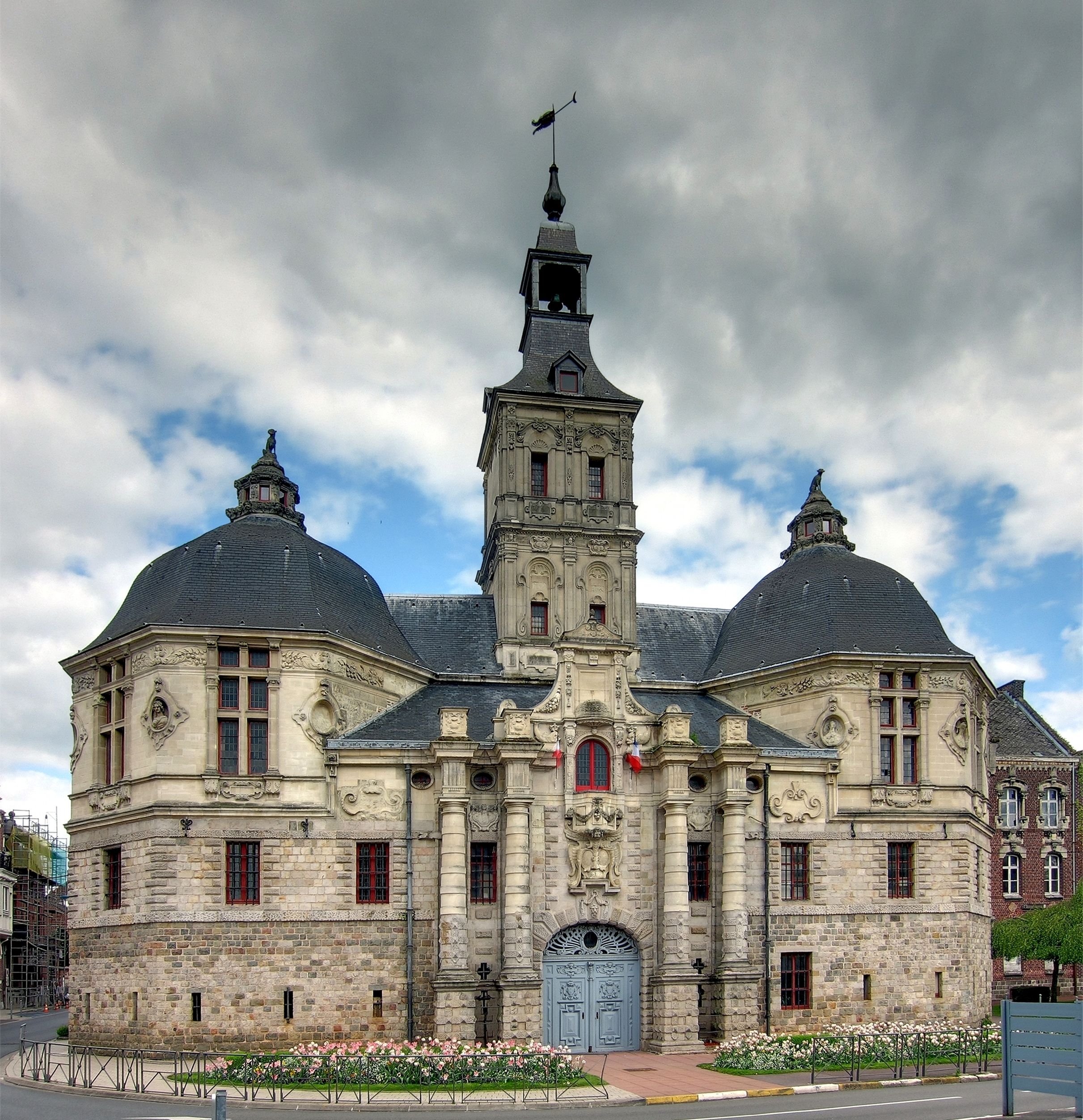
地方司法宫
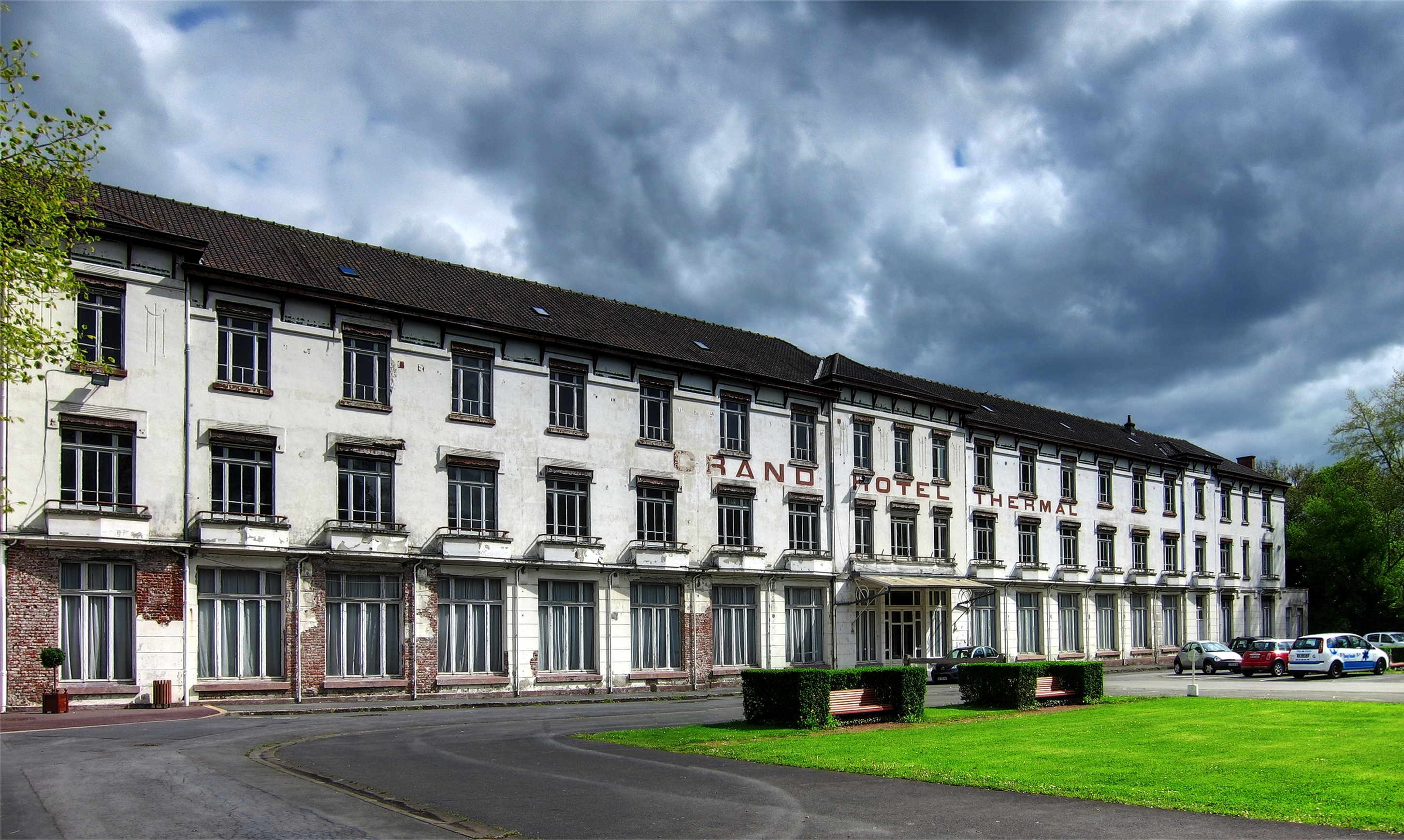
温泉酒店
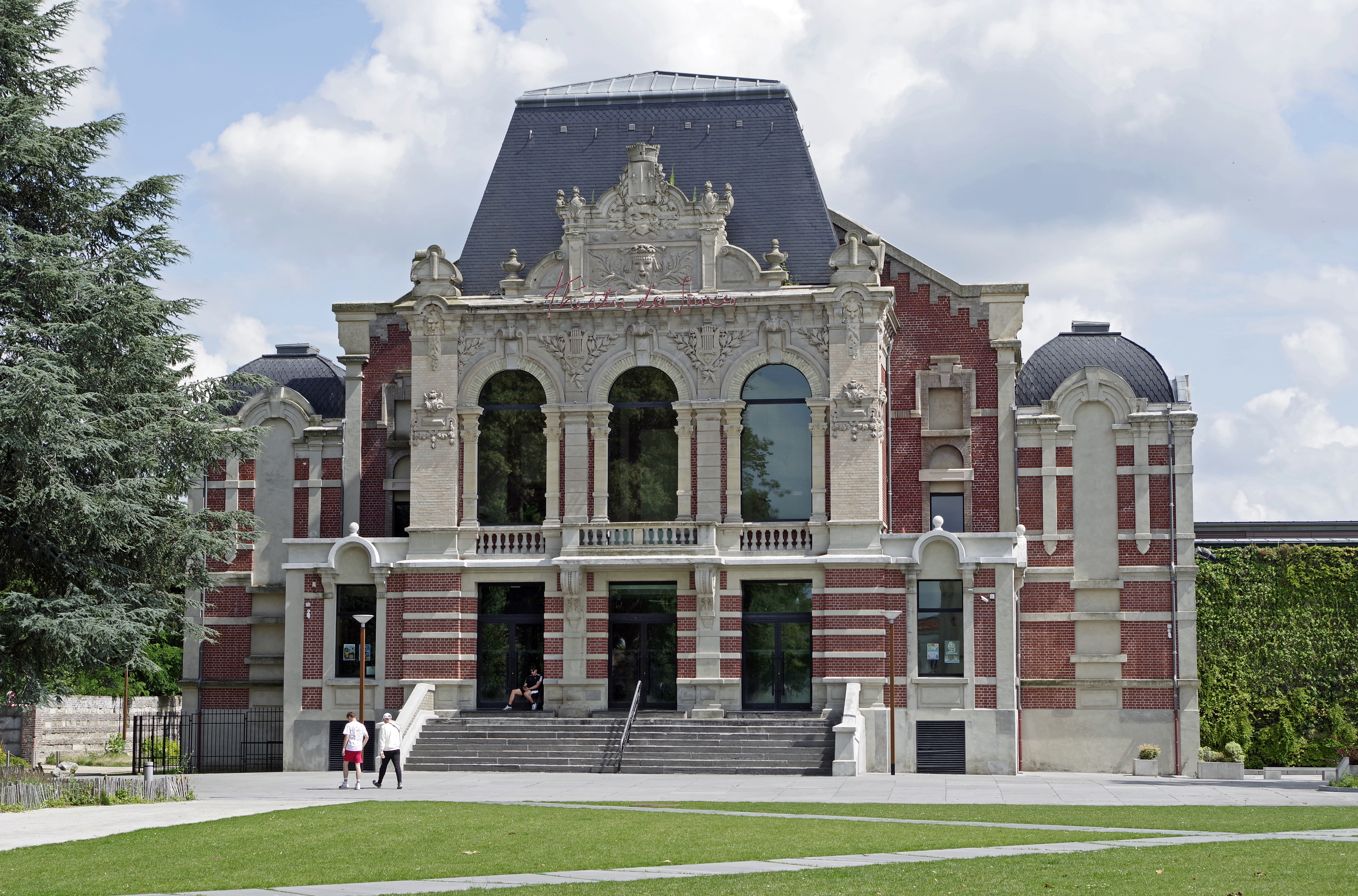
温泉剧场
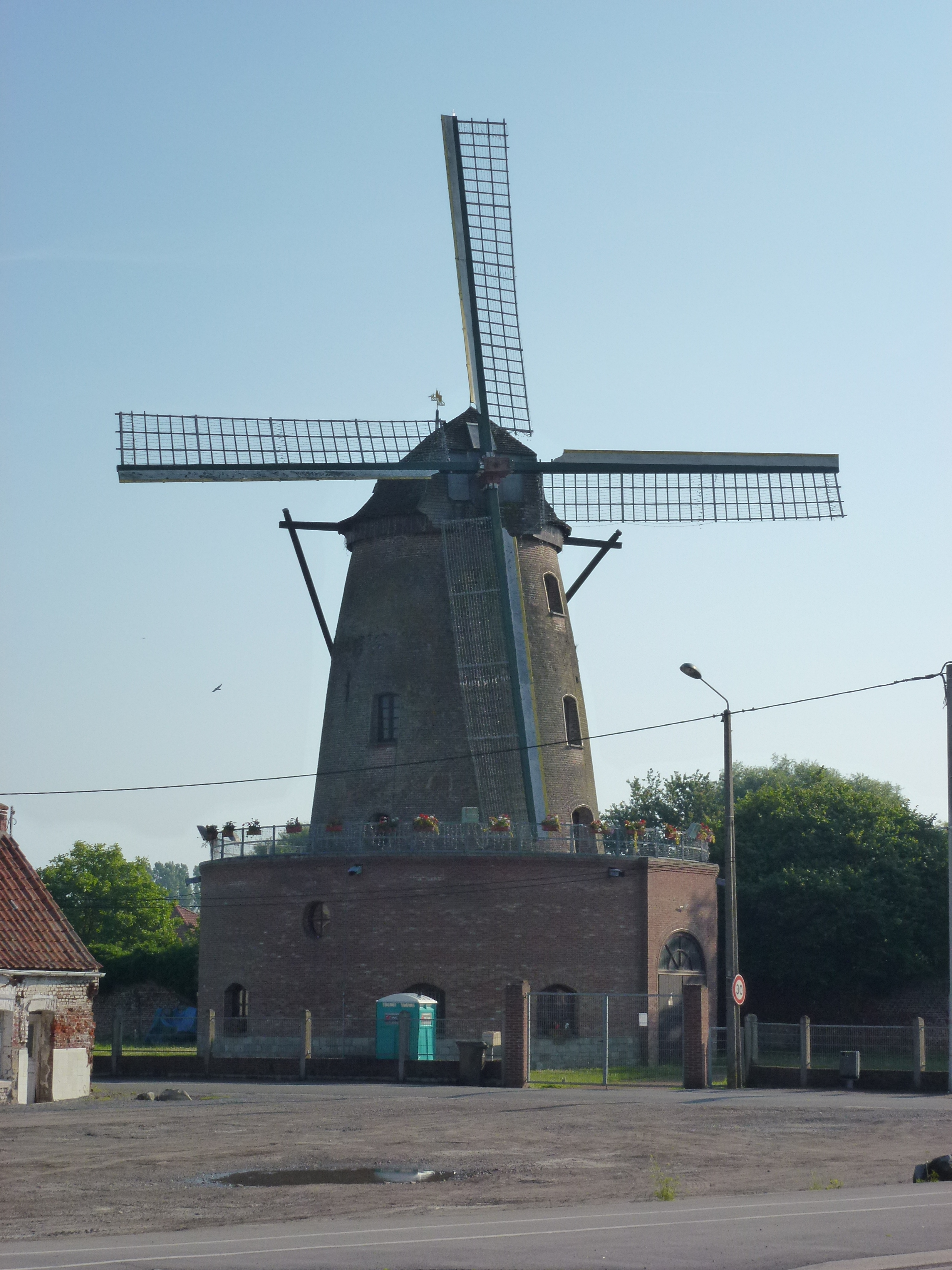
磨坊

### 旅游

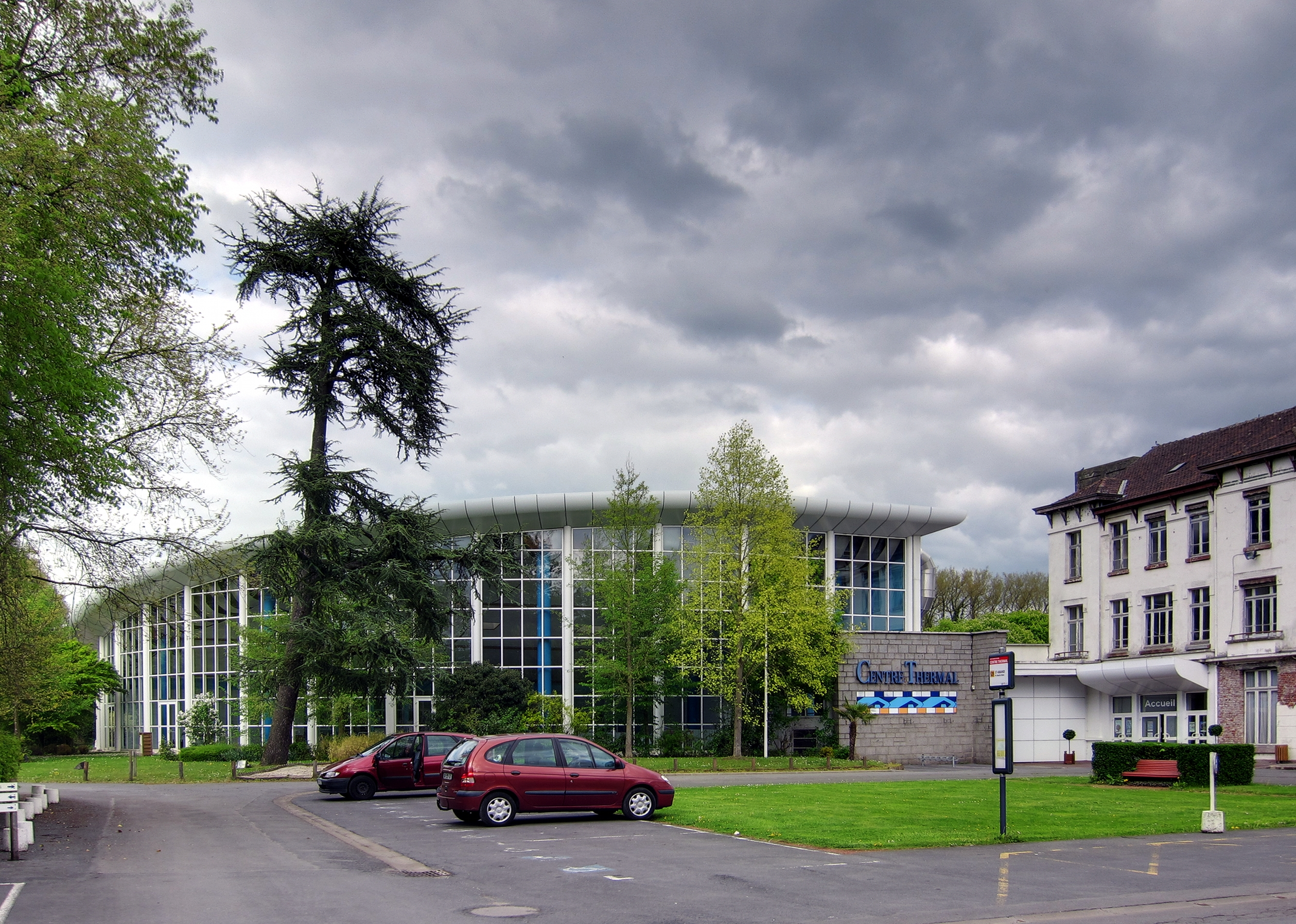
温泉疗养中心

圣阿芒莱索的旅游事务由其所属的公共社区负责。2021年，圣阿芒莱索境内共有3家酒店共计129间房间；另有1个露营地，可容纳共97辆露营车。

### 媒体
法国主要的媒体均可在圣阿芒莱索接收，法国电视三台下属的上法兰西大区频道在部分时段播出圣阿芒莱索所属区域的地方新闻。

## 相关人物
法国医学家卡斯米尔·达万和政治家乔治·多内出生于圣阿芒莱索。

## 友好城市
截至2021年12月，圣阿芒莱索共与四座城市互为友好城市关系：
- 德国 安德纳赫
- 義大利 蒂沃利
- 以色列 迪莫纳
- 苏格兰 欧文